# Казнадий, Иван Васильевич
Иван Васильевич Казнадий (укр. Іва́н Васи́льович Казнадій ; 7 июля 1926, Роговая, Черкасская область — 26 мая 2006 , Кировоград, Украина) — украинский и советский режиссёр, заслуженный деятель искусств Украинской ССР (1965).

## Биография
Участник Великой Отечественной войны с 1942 года. Радист-стрелок танка Т-34 в составе 14-го учебного танко-самоходного полка, 3-й Гвардейской танковой армии генерала Рыбалко в составе 1-го Украинского фронта под командованием маршала Ивана Конева. Воевал в звании старшего сержанта на Украине (битва за Днепр, Лютежский плацдарм, освобождение правобережной Украины), Польше и Австрия. 
С 1951 по 1956 год обучался на режиссёрском факультете Киевского института театрального искусства им. Карпенко-Карого (класс М. М. Крушельницкого).
С 1956 года работал в украинских театрах Кировограда, Киева, Днепропетровска, Николаева, Львова, Белой Церкви.
Работал в Кировоградском украинском музыкально-драматическом театре им. М. Кропивницкого (1956–1959, художественный руководитель — 1968–1976, 1996–1997), Киевском украинском драматическом театре им. И. Франко (1959–1961), главный режиссёр Днепропетровского украинского музыкально-драматического театра им. Т. Шевченко (1962–1966) и Киевского музыкально-драматического театра им. П. Саксаганского (г. Белая Церковь), 1976–1983), руководителем художественной самодеятельности в Кировограде (1983–1996).
И. Казнадию были присущи самобытный почерк и стиль, характеризующийся созданием крупных масштабных полотен, образным решением всех спектаклей.
Внёс большой вклад в развитие и сохранение украинской театральной культуры.
Иван Казнадий умер 26 мая 2006 года, похоронен на Дальневосточном кладбище в г. Кировоград.

## Режиссёрские работы
- 1955 — «Люська» (Г. Мазин)
- 1955 — «Олеко Дундич» (А. Ржешевского, М. Каца)
- 1955 — «Ой, не ходи, Грицю, тай на вечерницы» (М. Старицкий)
- 1956 — «Мораль пани Дульской» (Г. Запольская)
- 1956 — «Человек ищет счастье» (А. Школьник)
- 1956 — «Ради домашнего очага» (И. Франко)
- 1956 — «Хрустальный источник» (Е. Бондарев)
- 1956 — «Карпатские верховинцы» (Ю. Коженёвский)
- 1957 — «Соло на флейте» (И. Микитенко)
- 1957 — «Хозяин» (И. Карпенко-Карый)
- 1957 — «Почему улыбались звезды» (А. Корнейчук)
- 1958 — «Дни юности» (И. Микитенко)
- 1958 — «О личном» (В. Пистоленко)
- 1958 — «Оптимистическая трагедия» (В. Вишневский)
- 1958 — «Кровью сердца» (А. Бойченко)
- 1958 — «Засоренные родники» (М. Кропивницкий)
- 1958 — «Последняя остановка» (Эрих Мария Ремарк)
- 1959 — «Сегодня и всегда» (Г. Мазин)
- 1959 — «Когда в сердце весна» (А. Козин)
- 1959 -«Фараоны» (А. Коломиец)
- 1959 — «Юность моя» (А. Школьник)
- 1962 — «Белая акация» (И. Дунаевский)
- 1962 — «Люди в шинелях» (А. Макаёнок)
- 1962 — «День рождения Терезы» (Г. Мдивани)
- 1963 — «Тарас Бульба» по Гоголю
- 1964 — «Марина» (М. Зарудный)
- 1964 — «Страница дневника» (А. Корнейчук)
- 1964 — «Поцелуй Чаниты» (Ю. Милютин)
- 1964 — «Смерть Бесси Смит» (Э. Олби)
- 1964 — «На рассвете» (М. Мишеев)
- 1965 — «Человек со звезды» (К. Виттлингер)
- 1966 — «Тарас Бульба» (Н. Гоголь)
- 1966 — «Зачарованная мельница» М. Стельмах
- 1966 — «Сирано де Бержерак» (Э. Ростан)
- 1968 — «Дай сердцу волю — заведёт в неволю» (М. Кропивницкий)
- 1968 — «Варшавская мелодия» (Л. Зорин)
- 1968 — «Под чёрной маской» (Л. Лядова)
- 1969 — «Горлица» (А. Коломиец)
- 1969 — «Камо» (А. Левада)
- 1970 — «Память сердца» (А. Корнейчук)
- 1970 — «Огненный рассвет» (М. Барский)
- 1970 — «Помирились». «С ревизией». «Неожиданное сватовство» (М. Кропивницкий)
- 1970 — «Грушенька» (И. Шток)
- 1971 — «Трибунал» (А. Макаёнок)
- 1971 — «Большая мама» (Г. Мдивани)
- 1972 — «Дороги, которые мы выбираем» (М. Зарудный)
- 1972 — «Фараоны» (А. Коломиец)
- 1972 — «Железная роза» (В. Юрьев)
- 1973 — «Миллионерша» (Б. Шоу)
- 1973 — «Пора желтых листьев» (М. Зарудный)
- 1974 — «Майская ночь» (М. Старицкий)
- 1974 — «Погода на завтра» (М. Шатров)
- 1974 — «Опомнись, Христофор» (А. Баранга)
- 1975 — «Злой рок» (М. Старицкий)
- 1975 — «Запорожец за Дунаем» (С. Гулак-Артемовский)
- 1976 — «Проделки Ханумы» (М. Цагарели)
- 1977 — «Сорочинская ярмарка» (Н. Гоголь)
- 1996 — "Караул !!! Помощь !! Меня … женят " (Ф. К. Крёц)
- 1996 — «Серенада любви» (М. Кропивницкий)
- 1997 — «Приключения незаконнорожденного из Швейцарии в Париже» (А. Горин)
- 2001 — «Пока солнце взойдёт — роса очи выест» (М. Кропивницкий)
- 2002 — «Фараоны» (А. Коломиец)